# Penelope (Vorname)
Penelope (altgriechisch Πηνελοπεῖα) ist ein weiblicher Vorname, abgeleitet von Penelope der Frau des Odysseus in der griechischen Mythologie.
Der Name setzt sich angeblich zusammen aus den griechischen Wörtern πήνη (pēnē = Gewebe) und λέπειν (lépein = abreißen, abschälen).

## Varianten
- spanisch Penélope
- französisch Pénélope
- griechisch Πηνελόπη Pinelopi, Πηνελόπη Pinelópi

Kurzformen sind Penny und Pennie.

## Bekannte Namensträgerinnen
- Pénélope Bagieu (* 1982), französische Illustratorin und Cartoonistin
- Penelope Barker (1728–1796), Aktivistin der Amerikanischen Revolution
- Penélope Cruz (* 1974), spanische Schauspielerin
- Penelope Devereux (1563–1607), englische Adlige und Hofdame
- Pinelopi Delta (1874–1941), griechische Schriftstellerin
- Penelope Dudley-Ward (1914–1982), britische Filmschauspielerin
- Penelope Farmer (* 1939), britische Schriftstellerin
- Penelope Fitzgerald (1916–2000), britische Schriftstellerin, 1979 mit dem Booker Prize ausgezeichnet
- Penelope Frego (* 1992), italienische Schauspielerin und Hörspielsprecherin
- Penelope Gilliatt (1932–1993), englische Autorin von Romanen, Kurzgeschichten und Drehbüchern sowie Filmkritikerin
- Pinelopi Goldberg (* 1963 oder 1964), griechisch-US-amerikanische Ökonomin
- Penelope Heyns (* 1974), südafrikanische Schwimmerin
- Penelope Hobhouse (* 1929), britische Gartenautorin und Gärtnerin
- Penelope Horner (* 1939), britische Schauspielerin
- Penelope Houston (Filmkritikerin) (1927–2015), britische Filmkritikerin und Schriftstellerin
- Penelope Houston (Sängerin) (* 1958), US-amerikanische Sängerin und Songwriterin
- Pénélope Leprevost (* 1980), französische Springreiterin
- Penelope Lively (* 1933), britische Schriftstellerin
- Penelope Milford (* 1948), US-amerikanische Schauspielerin
- Penelope Ann Miller (* 1964), US-amerikanische Schauspielerin
- Penelope Mitchell (* 1991), australische Schauspielerin
- Penelope Pitou (* 1938), US-amerikanische Skirennläuferin
- Penelope Spheeris (* 1945), US-amerikanische Filmregisseurin, Filmproduzentin und Drehbuchautorin
- Penelope Thorn (* 1957), britische Opernsängerin
- Penelope Wallace (1923–1997), britische Kriminalschriftstellerin
- Penelope Wensley (* 1946), australische Politikerin, Gouverneurin von Queensland (seit 2008)
- Penelope Wilton (* 1946), britische Schauspielerin